# Repelaer

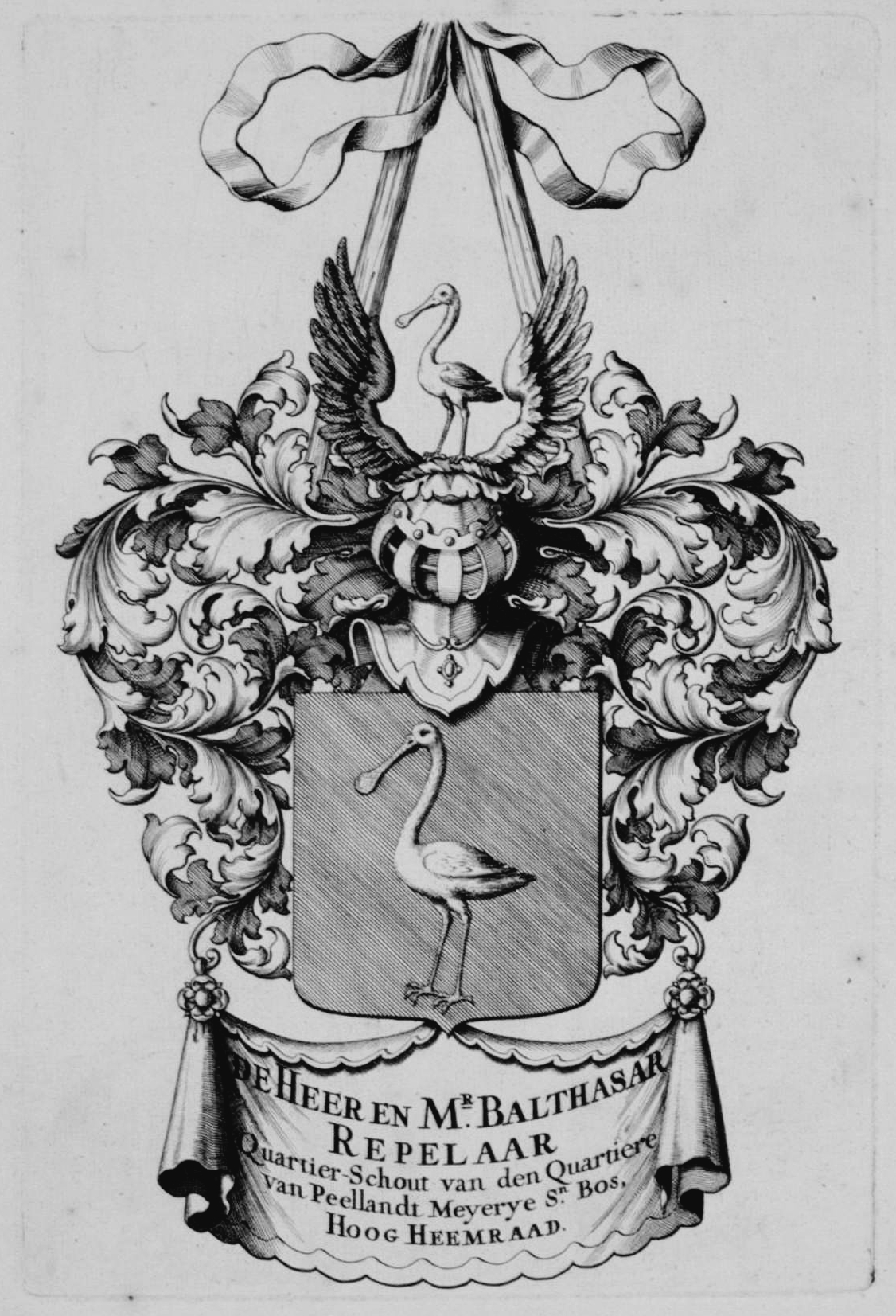
Wapen van het Dordtsche regentengeslacht Repelaer, voor de verheffing in den Nederlandschen Adel: van sinople, beladen met eenen staanden lepelaar van zilver, de sneb en de pooten van goud. Wapen van Balthasar Repelaer, behorend bij de kaart van de Alblasserwaard en Vijfheerenlanden van 1716

Repelaer (ook: Repelaer van Driel en: Van de Wall Repelaer) is een Nederlands geslacht waarvan leden sinds 1814 tot de Nederlandse adel behoren.

## Geschiedenis
De stamreeks begint met Anthonis Adriaensz Repelaer, poorter van Dordrecht, wijnkoper en vermeld vanaf 1547, die in 1574 of 1575 overleed. Vanaf zijn zoon zetelden nakomelingen in het bestuur van de stad. Telgen trouwden met andere regentenfamilies uit Dordrecht. Vanaf de 18e eeuw bezaten zij verschillende heerlijkheden in de Dordtse regio. Bij Souvereine Besluit van 28 augustus en 7 oktober 1814 werd mr. Ocker Repelaer van Driel (1759-1832) benoemd in de ridderschap; bij KB van 24 november 1816 werden twee van zijn broers verheven.
Vanaf jhr. Ocker Jan Adriaan Repelaer van Driel (1849-1920) wordt de naam Repelaer van Driel door hem en zijn nageslacht gevoerd.
Bij Koninklijk Besluit verkreeg jhr. Pieter Hendrik Repelaer (1854-1920) in 1856 als erfgenaam van zijn oom jhr. mr. Pieter Hendrik van de Wall, heer van Puttershoek (1795-1853), naamswijziging tot Van de Wall Repelaer. In 1923 verkreeg diens neef jhr. Pieter Hendrik Repelaer (1895-1972) op dezelfde wijze naamswijziging tot Van de Wall Repelaer.

## Enkele telgen
Hugo Repelaer (1556-1622), brouwer, achtraad en schepen van Dordrecht
- Anthonis Repelaer (1591-1652), raad, schepen en burgemeester van Dordrecht, bewindhebber Oost-Indische en West-Indische Compagnie
  - Hugo Repelaer (1620-1669), raad, schepen en burgemeester van Dordrecht
    - Mr. Hugo Repelaer (1655-1713), raad en burgemeester van Dordrecht
      - Ocker Repelaer (1699-1748), raad en schepen van Dordrecht
        - Mr. Hugo Repelaer (1730-1804), oud-raad, schepen-commissaris, schepen, gecommittererde raad en burgemeester van Dordrecht
          - Jhr. mr. Ocker Repelaer, (1759-1832), minister
            - Jhr. mr. Hugo Repelaer, (1804-1878), rijksbetaalmeester
              - Jhr. ir. Ocker Jan Adriaan Repelaer van Driel (1849-1920), ingenieur, lid Gemeenteraad van ‘s-Gravenhage
                - Jkvr. Catharina (Cato) Georgina Wilhelmina Elisabeth Repelaer van Driel (1880-1962), schilder, tekenaar en etser van (historische) figuren en stillevens, werkzaam in Den Haag, directrice van een kleermakerij
                - Jkvr. Jacoba Repelaer van Driel (1884-1967), zangeres
                - Jhr. Ocker Adriaan Widodara Repelaer van Driel (1893-1979), Diplomingenieur, bedrijfsdirecteur, lid gemeenteraad en wethouder van Baar; trouwde in 1919 met Wilhelmina Adolfine van der Willigen (1896-1988) dame du palais van koningin Juliana en honorair van koningin Beatrix
                  - Jhr. Ocker Jacob Adriaan Repelaer van Driel (1921-2006)
                    - Jhr. dr. Ocker Jan Repelaer van Driel (1950), chirurg, chef de famille
                    - Jhr. drs. Hugo Willem Arent Repelaer van Driel (1954)
                      - Jkvr. Roline Repelaer van Driel (1984), roeier

          - Jhr. mr. Johan Repelaer, heer van Molenaarsgraaf (1760-1835), Tweede Kamerlid
            - Jhr. mr. Ocker Repelaer, heer van Molenaarsgraaf (1796-1869), Tweede Kamerlid
              - Jhr. mr. Rohan Adriaan Repelaer. heer van Molenaarsgraaf (1824-1878)
                - Jhr. mr. Ocker Johan Repelaer, heer van Molenaarsgraaf (1858-1938), wethouder van ‘s-Gravenhage
                  - Jkvr. Cornelie Wilhelmine Cecile Repelaer (1886-1921); trouwde in 1909 met Godert Jacob Karel baron van Lynden (1886-1964), later NSB-burgemeester van Baarn
                  - Jhr. Ocker Repelaer, heer van Molenaarsgraaf (1888-1975), sinds 1951 drager van het Legioen van eer (vanwege zijn activiteiten voor de padvinderij) en drager van de zilveren medaille van de stad Parijs

                - Jkvr. Maria Repelaer, vrouwe van Broekhuizen (1863-1939); trouwde in 1886 met mr. Maarten Iman ridder Pauw van Wieldrecht, heer van Wieldrecht en Darthuizen (1860-1913), burgemeester en telg uit het geslacht Pauw; haar dochter jkvr. Agnies Pauw van Wieldrecht (1927-2013) heeft in haar boeken over haar geschrven

            - Jkvr.  Maria Jacoba Repelaer (1802-1862); trouwde in 1823 met jhr. mr. Pieter Hendrik van de Wall, heer van Puttershoek (1795-1853), rechtbankpresident en lid van Provinciale Staten van Zuid-Holland, enige adellijke telg van het geslacht Van de Wall
            - Jhr. mr. Paulus Repelaer, heer van Spijkenisse (1810-1871), penningmeester van de polders Nieuw-Bonaventura, Mookhoek en Trekdam
              - Jhr. Adriaan Johan Hugo Repelaer, heer van Spijkenisse en Braband (1845-1884)
              - Jhr. Johan Adriaan Paulus Repelaer, heer van Spijkenisse (1847-1913)
              - Jhr. Ocker Arnold Repelaer (1849-1922)
                - Jhr. Paulus Johan Repelaer, heer van Spijkenisse (1878-1941), directeur Cocaïnefabriek Cheiron te Naarden
                  - Jhr. Ocker Siegfried Repelaer, heer van Spijkenisse (1936)
                  - Jhr. Volker Günther Friedemann Repelaer (1938-2014), bewoner van Deelerwoud

              - Jhr. Pieter Hendrik van de Wall Repelaer, heer van Puttershoek (1854-1920), viceconsul der Nederlanden te Montreux
              - Jhr. Paulus Jacob Johan Repelaer (1859-1908), dijkgraaf
                - Jhr. Pieter Hendrik van de Wall Repelaer, heer van Puttershoek (1895-1972), dijkgraaf, wethouder van Dubbeldam
                  - Jhr. Pieter Hendrik van de Wall Repelaer, heer van Puttershoek (1926-1989), tuinder en geliefde van C.O. Jellema

          - Jhr. mr. Paulus Repelaer, heer van Waalre, Valkenswaard, Spijkenisse, Hekelingen, Vriesland en Braband (1766-1844), maire en burgemeester van Dordrecht, lid Wetgevend Lichaam, lid van Provinciale Staten van Holland; trouwde in 1793 met Cornelia Arnoldina Repelaer, vrouwe van Spijkenisse (1775-1814), dochter van Pieter Pompejus Repelaer, heer van Spijkenisse (1736-1782) en Margaretha Backus, vrouwe van Waalre, Valkenswaard, Spijkenisse, Braband, Hekelingen en Vriesland (1747-1783)
            - Jhr. Pieter Pompejus Repelaer, heer van Spijkenisse (1802-1862)

## Galerij wapens familie Repelaer

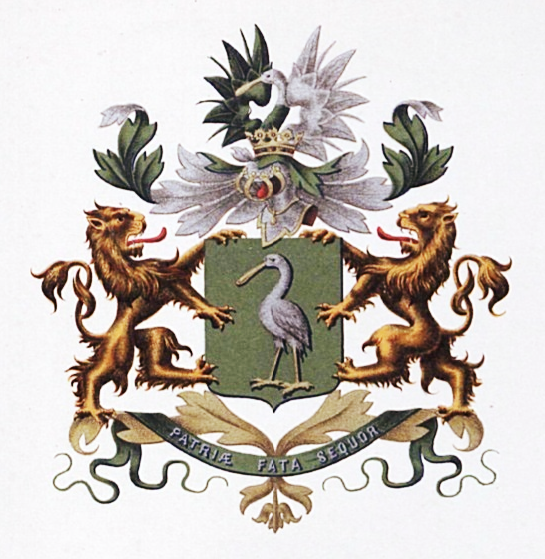
Wapen van het geslacht Repelaer in Wapenboek van den Nederlandschen Adel, 1883
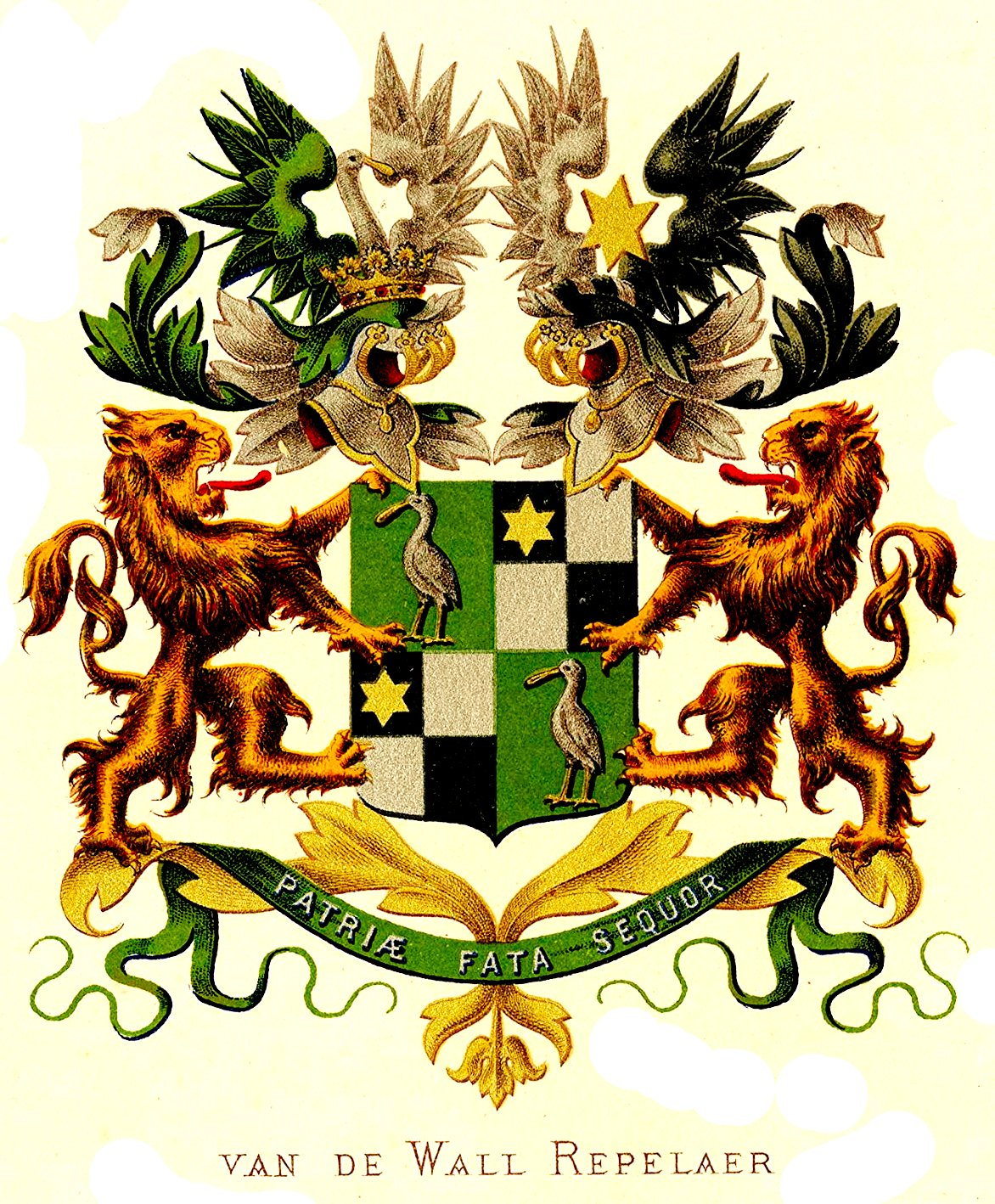
Wapen van het filiaal van de Wall Repelaer in Wapenboek van den Nederlandschen Adel, 1883
Wapen van de tak Van de Wall Repelaer

## De familie Repelaer en Spijkenisse
Spijkenisse en de aangrenzende polder Braband behoorden vanaf de 13e eeuw tot de heerlijkheid Putten. Vanaf 1581 kwam deze heerlijkheid in handen van de Staten van Holland, die het bestuur ervan overliet aan ruwaards. In de 18e eeuw hadden de Staten geldgebrek en om aan geld te komen hielden zij 'uitverkoop' van heerlijkheden, ambachtsheerlijkheden. Twee van de rechten van de (ambachts-)heren waren: een titel voeren en (tot 1851) nieuwe burgemeesters voordragen, maar de kandidaat moest daarvoor wel een "geldelijke opoffering" brengen, waardoor niet altijd de meest geschikte kandidaat de post kreeg. Een van die ambachtsheerlijkheden die werd verkocht was die van Spijkenisse en Braband in 1731.
In 1768 werd Margareta Backus (1747-1783) ambachtsvrouwe van Spijkenisse en Braband. Zij trouwde in 1769 met de Dordtse Pieter Pompe(j)us Repelaer (1736-1782). Ter gelegenheid van dit huwelijk kwam hun wapen boven de Herenbank in de Dorpskerk van Spijkenisse. Na het overlijden van Margareta Backus in 1783 ging de heerlijkheid van Spijkenisse en Braband naar haar zoon Ocker Repelaer (1772-1791). De familie Repelaer behield die vervolgens, met een onderbreking gedurende de Franse tijd.
Jkvr. Maria Jacoba Repelaer (1802-1862), een kinderloos nichtje van deze Paulus Repelaer, schonk in de 19e eeuw diverse kostbaarheden aan de Dorpskerk in Spijkenisse. In 1857 schonk zij een zilveren avondmaalstel en een doopschaal met koperen voet, die zijn versierd in een overdadige, voor de tijd kenmerkende neorococo-stijl. Dit avondmaalservies wordt nog steeds gebruikt. En op de grootste pijp van het orgel uit 1860 stond de inscriptie: ".... ten geschenke gegeven door de Hoogwelgeb. vrouw Maria Jacoba Repelaer ...". (Dit orgel werd in 1970 vervangen, dus de betreffende orgelpijp is er niet meer.).
Omgekeerd zou Spijkenisse rond 1890 haar muziekvereniging "De Repelaer" noemen. Van ±1960 tot 1979 was er in Spijkenisse een buurthuis onder deze naam. De plaatselijke tafeltennisvereniging heet De Repelaer. En tegenover de plek waar destijds het buurthuis stond, is nu een straat genaamd "De Repelaer".

### Galerij Familie Repelaer en Spijkenisse

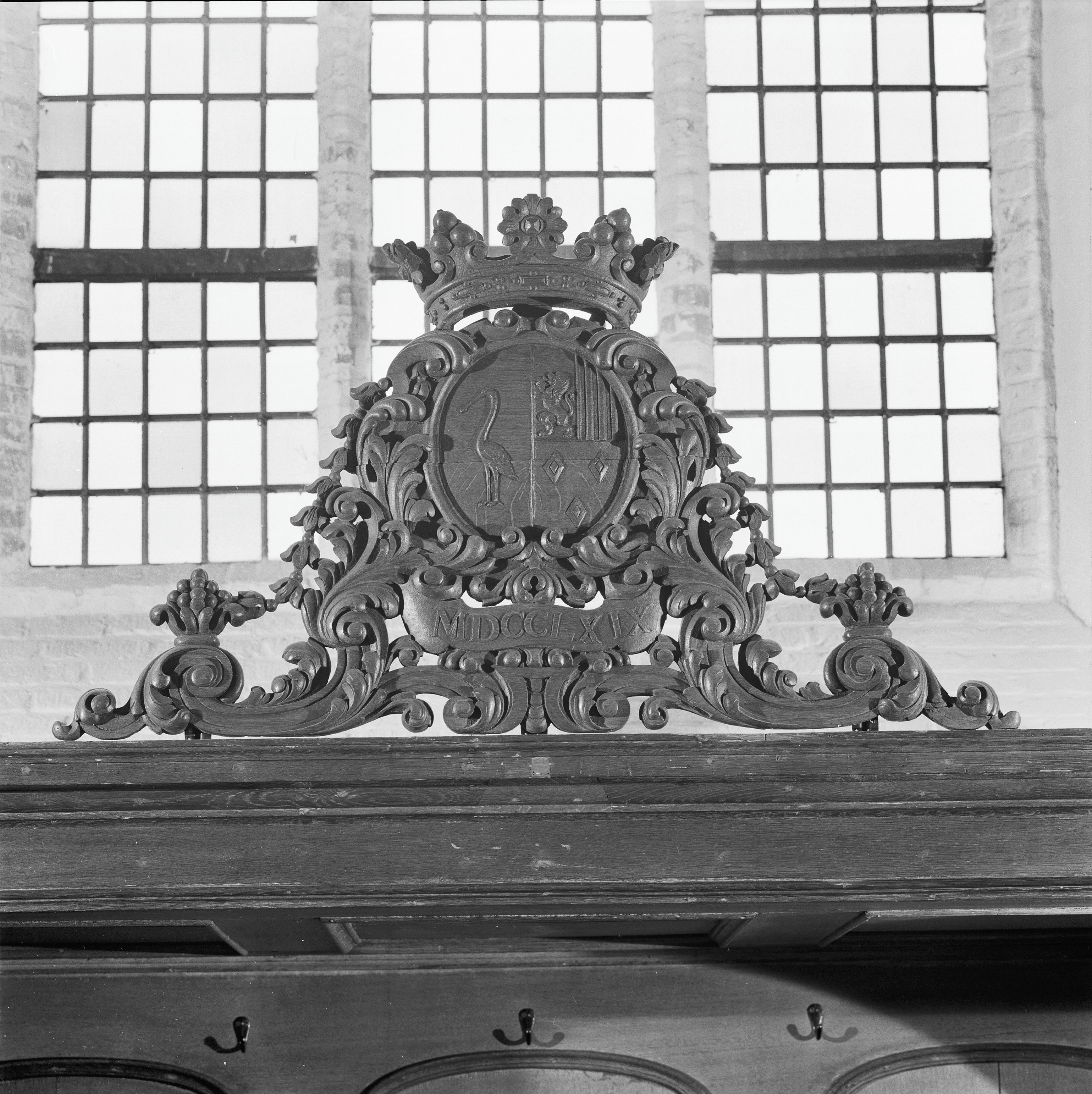
Wapen herenbank Dorpskerk Spijkenisse tgv huwelijk Margareta Backus & Pieter Pompejus Repelaer (1769)
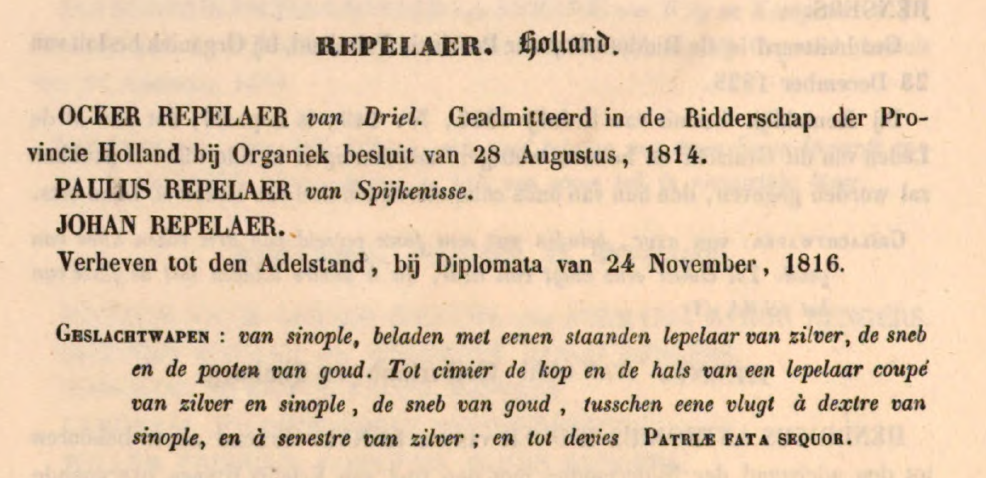
Repelaers verheven in adelstand 1816
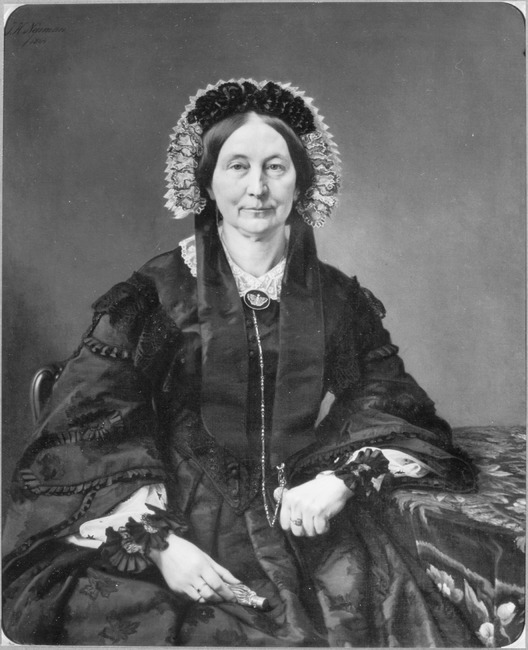
Maria Jacoba Repelaer (1802-1862)
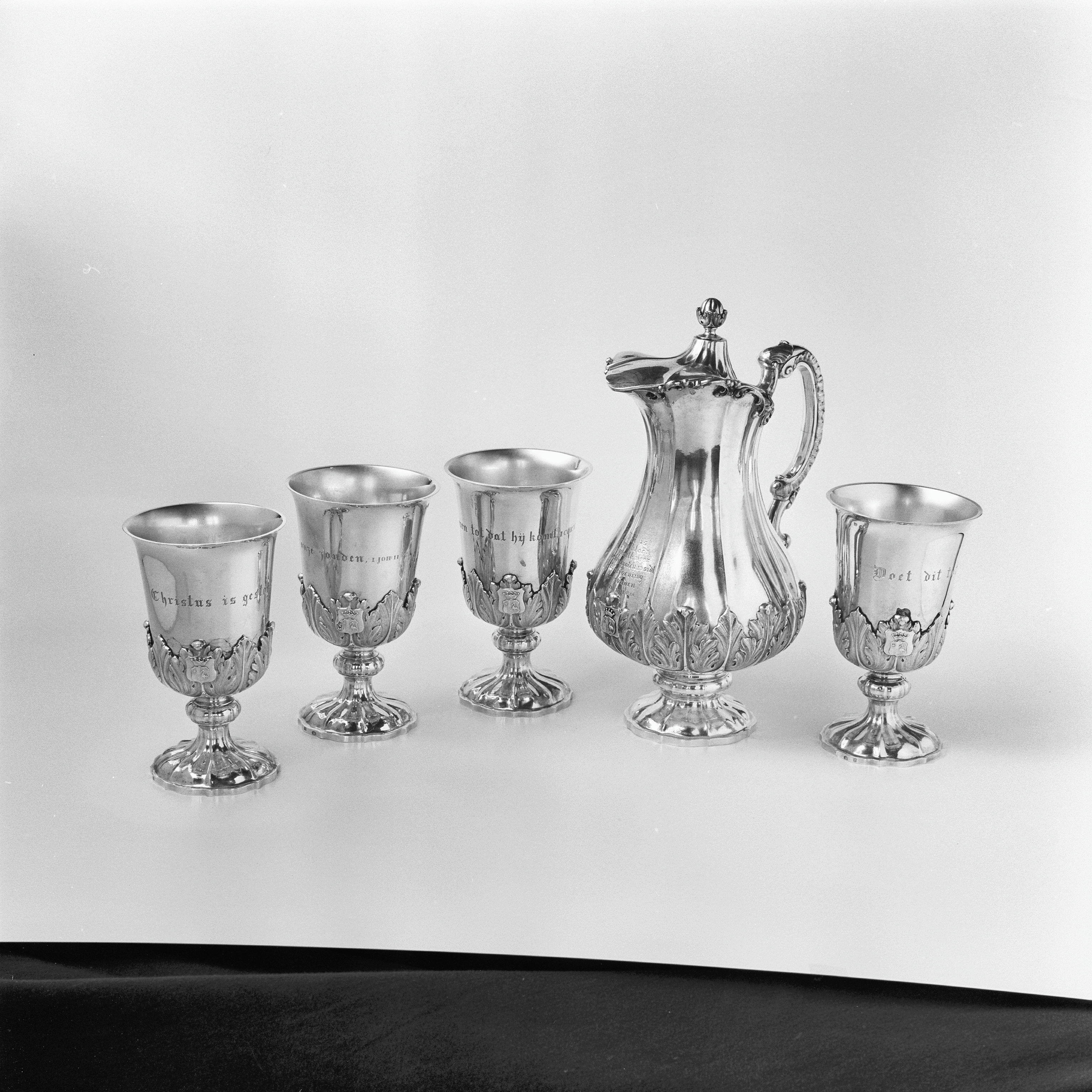
Zilveren avondmaalskan met bekers, geschonken door M.J. Repelaer aan Dorpskerk Spijkenisse
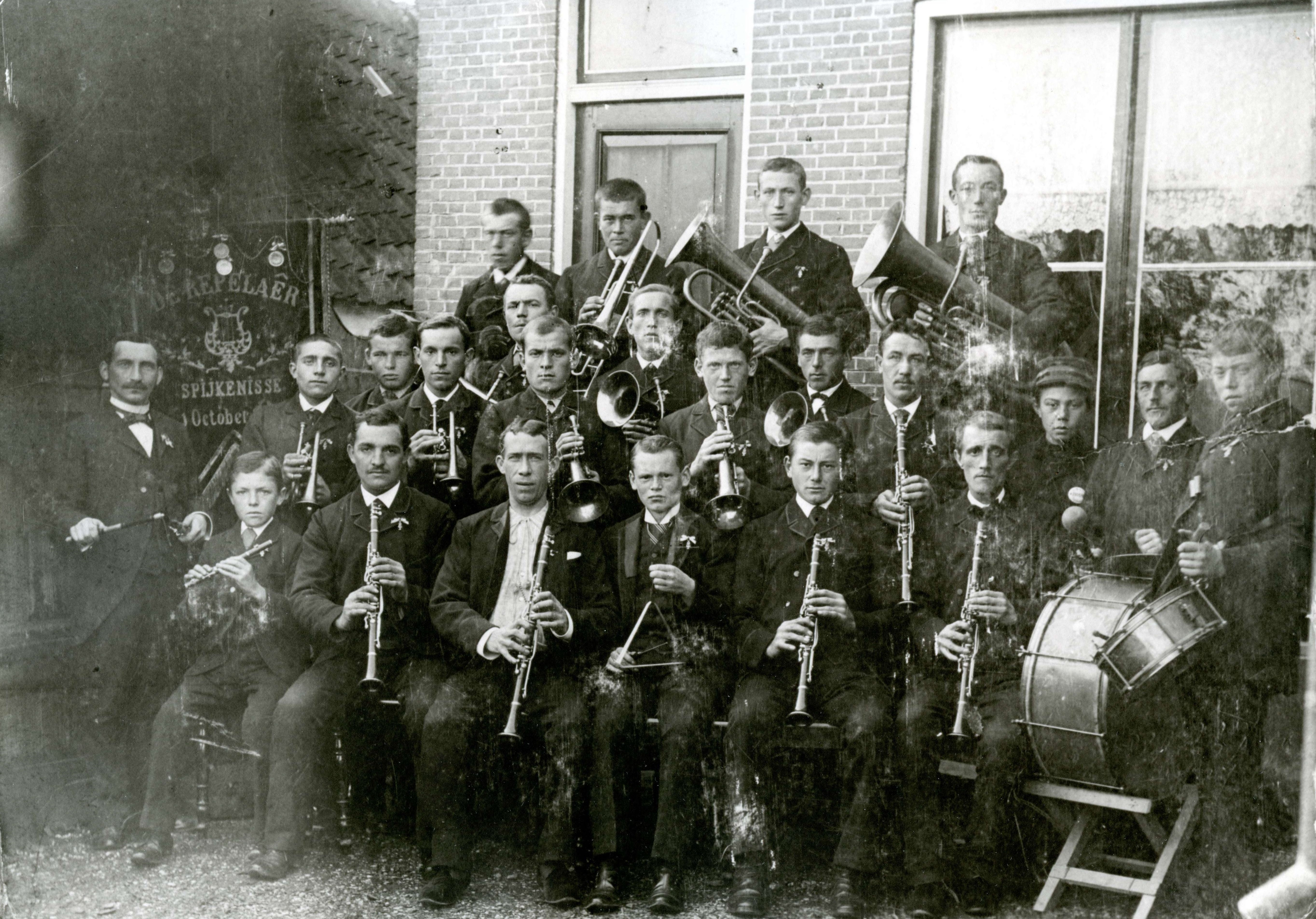
Muziekvereniging De Repelaer Spijkenisse 1891
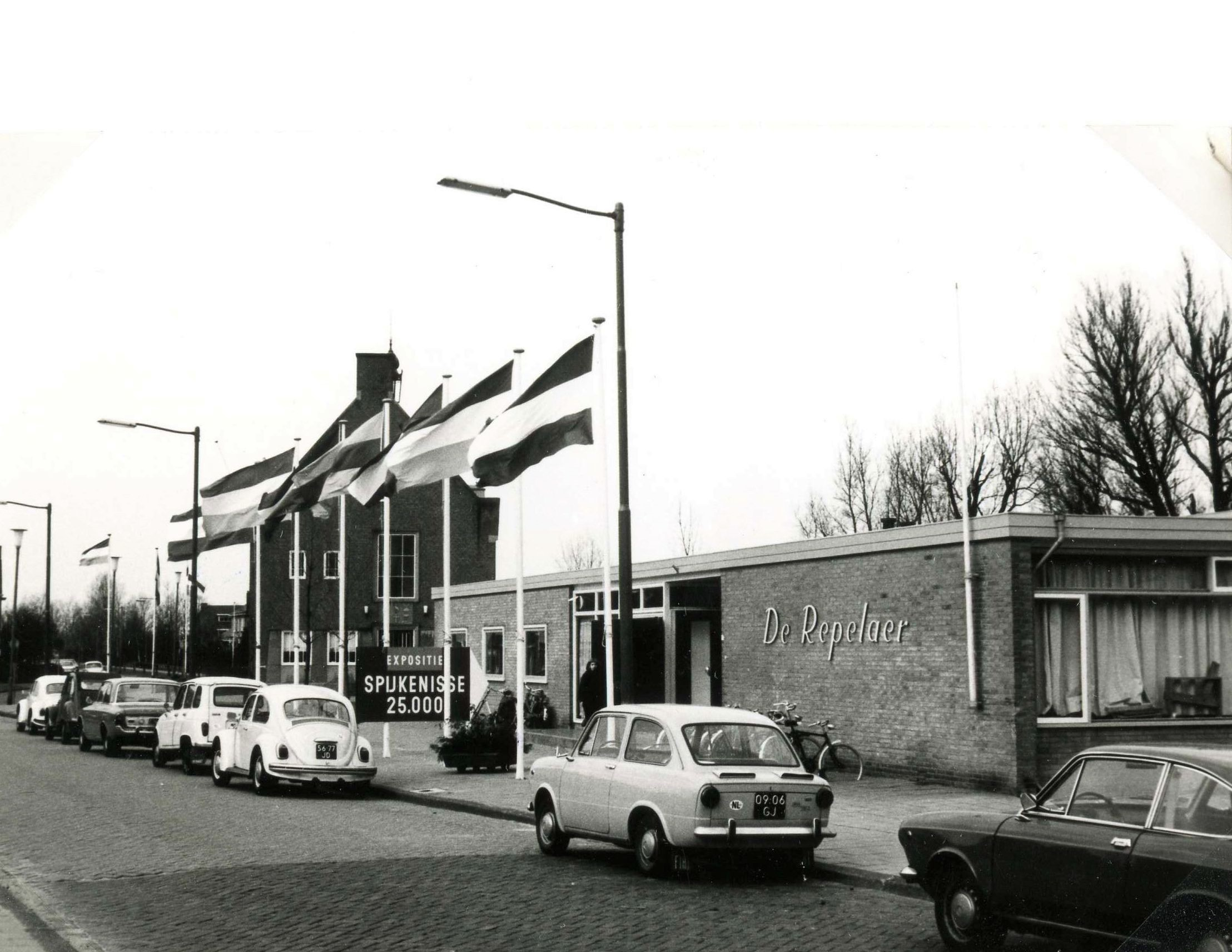
Voormalig buurthuis De Repelaer in Spijkenisse
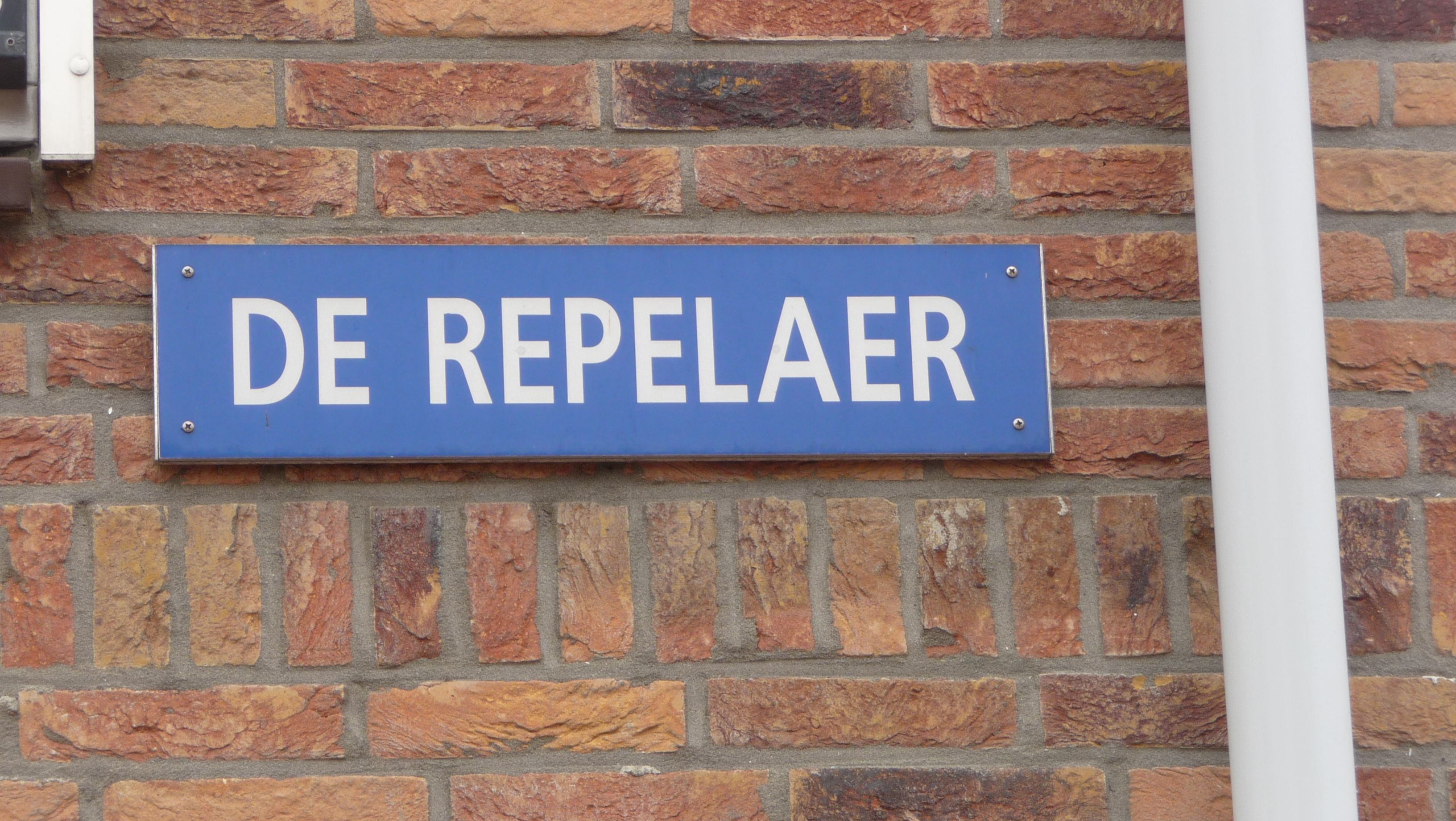
Straatnaambord Spijkenisse